# NGC 7554
NGC 7554 ist eine Elliptische Galaxie vom Hubble-Typ E0 im Sternbild Fische auf der Ekliptik, die schätzungsweise 363 Millionen Lichtjahre von der Milchstraße entfernt ist. Sie bildet mit NGC 7576 am Himmel ein enges optisches Doppelsystem.
Entdeckt wurde das Objekt am 3. August 1864 vom deutschen Astronomen Albert Marth.